# 阿帕奇塔利馬尼山
17°00′54″S 70°27′37″W / 17.01500°S 70.46028°W
阿帕奇塔利馬尼山（Apacheta Limani），是秘魯的山峰，位於該國南部莫克瓜大區和塔克納大區，由托拉塔區和卡米拉卡區負責管轄，屬於安地斯山脈的一部分，海拔高度5,300米。